# Ehrenkreuz der Bundeswehr für Tapferkeit
Das Ehrenkreuz der Bundeswehr für Tapferkeit ist die höchste Auszeichnung der Bundeswehr. Es wurde am 13. August 2008 durch den Bundesminister der Verteidigung Franz Josef Jung als fünfte und höchste Stufe des Ehrenzeichens der Bundeswehr gestiftet und am 18. September 2008 durch Bundespräsident Horst Köhler genehmigt. Die erstmalige Verleihung erfolgte am 6. Juli 2009. Das Ehrenkreuz der Bundeswehr für Tapferkeit ist die erste explizite Tapferkeitsauszeichnung in der Geschichte der bundesdeutschen Streitkräfte.

## Stiftung
Das Ehrenkreuz der Bundeswehr für Tapferkeit wurde durch den Erlass zur Neufassung des Erlasses über die Stiftung des Ehrenzeichens der Bundeswehr vom 13. August 2008 als neue fünfte Stufe und gleichzeitig siebte Ausführung des Ehrenzeichens der Bundeswehr „für außergewöhnlich tapfere Taten“ eingeführt. Nach der Genehmigung durch den Bundespräsidenten wurde die Stiftung mit der Veröffentlichung im Bundesanzeiger und Bundesgesetzblatt am 10. Oktober 2008 rechtswirksam. Die Auszeichnung entstand vor dem Hintergrund der hohen Anforderungen und der zahlreichen Gefahren für Leib und Leben, die sich für die seit dem Jahr 1999 an Auslandseinsätzen teilnehmenden Soldaten der Bundeswehr ergeben. Mit ihrer Stiftung wurde nicht zuletzt dem Wunsch entsprochen, außergewöhnliche Tapferkeit künftig mit einer eigenständigen, herausgehobenen Auszeichnung zu würdigen und hierfür nicht wie bisher auf dasselbe Ehrenkreuz zurückzugreifen, welches beispielsweise auch Soldaten der Bundeswehr in der Heimat für „treue Pflichterfüllung und überdurchschnittliche Leistungen“ nach einer bestimmten Dienst- und Einsatzzeit verliehen werden kann.
Die Einführung des neuen Ehrenkreuzes steht am Ende einer jahrelangen öffentlichen Debatte, in deren Verlauf sich zahlreiche Bürger, Politiker und Medien für eine Tapferkeitsauszeichnung aussprachen. Im Jahr 2007 forderte ein Fähnrich der Luftwaffe mit einer Bundestagspetition, die innerhalb von knapp zwei Monaten 5067 Zeichner hatte, die Wiedereinführung des Eisernen Kreuzes. Nach Beratung beschloss der Petitionsausschuss des Deutschen Bundestages daraufhin am 13. Dezember 2007 die Überweisung der Petition an das Bundesministerium der Verteidigung. Im März 2008 kam es schließlich zu einer Kontroverse um den CDU-Abgeordneten und Präsidenten des Reservistenverbandes der Bundeswehr, Ernst-Reinhard Beck, der ebenfalls eine Auszeichnung in Form des Eisernen Kreuzes forderte. Die Kritiker wiesen auf den Missbrauch der Auszeichnung durch die Nationalsozialisten im Zweiten Weltkrieg und die historische Tradition als Kriegsauszeichnung hin. Befürworter verwiesen auf die Tatsache, dass dieses Zeichen ein offizielles Hoheitszeichen der Bundeswehr ist, und betonten, dass es als Symbol der Befreiungskriege gegen die napoleonische Fremdherrschaft eine weit über das Dritte Reich hinausreichende Tradition habe.

## Verleihungsbestimmungen
Gemäß den geltenden Verfahrenshinweisen muss zur Würdigung einer Tat mit dem Ehrenkreuz der Bundeswehr für Tapferkeit „das normale Maß der Grundtapferkeit (§ 7 Soldatengesetz – SG) deutlich überschritten werden“. Die zu ehrende Person muss hierbei „bewusst angstüberwindendes, mutiges Verhalten bei außergewöhnlicher Gefährdung von Leib und Leben mit Standfestigkeit und Geduld zur ethisch fundierten Erfüllung des militärischen Auftrags“ gezeigt haben.
Ein Verleihungsvorschlag kann nur durch die der betreffenden Person zum Zeitpunkt ihrer tapferen Tat disziplinarisch Vorgesetzten vorgelegt werden. Dies kann jederzeit geschehen und ist nicht an eine bestimmte Mindestdienstzeit der bzw. des Vorgeschlagenen in der Bundeswehr geknüpft. Dem Vorschlag ist in jedem Fall eine schriftliche Begründung beizufügen, welche die oben genannten Kriterien berücksichtigt und „ggf. auch herausragendes Führungsverhalten in der konkreten Einsatzsituation sowie selbständiges, entschlossenes und erfolgreiches Handeln in einer ungewissen Situation nachvollziehbar dar[stellt].“ Die entsprechenden höheren Vorgesetzten haben hierzu verpflichtend Stellung zu nehmen. Schließlich muss der jeweilige truppendienstlich zuständige Inspekteur seine Zustimmung erteilen. Er nimmt in der Regel auch die Aushändigung der Auszeichnung vor, kann diese jedoch im Einzelfall auch an Vorgesetzte (mindestens auf Divisionsebene) delegieren.

## Gestaltung
Die Auszeichnung entspricht in ihrer Gestaltung dem bereits 1980 eingeführten Ehrenkreuz der Bundeswehr in Gold. Einziger Unterschied hierzu ist die zusätzliche Bandauflage in Form eines goldfarbenen doppelten Eichenlaubs, welches auch die Bandschnalle anstelle eines Miniaturkreuzes trägt.

## Unterschied zu Ehrenkreuzen in besonderer Ausführung
Das Ehrenkreuz der Bundeswehr für Tapferkeit wurde gleichzeitig mit den beiden Ehrenkreuzen in besonderer Ausführung geschaffen. Besondere persönliche Einzelleistungen, zum Beispiel Lebensrettung, können nun durch zwei spezielle Varianten des Ehrenzeichens der Bundeswehr in Silber und in Gold berücksichtigt werden („für besonders herausragende Leistungen, insbesondere Einzeltaten ohne bzw. unter“ (Silber bzw. Gold) „Gefahr für Leib und Leben, ohne Mindestdienstzeit“). Als Kennzeichnung dient hierbei eine rote Umrandung des Kreuzes. Diese beiden besonderen Ausführungen sind keine eigenständigen Stufen, jedoch neue Möglichkeiten (die fünfte und sechste) des Ehrenzeichens. In der Vergangenheit behalf man sich hier in Einzelfällen auch durch Verleihung des Bundesverdienstkreuzes.

## Verleihungen

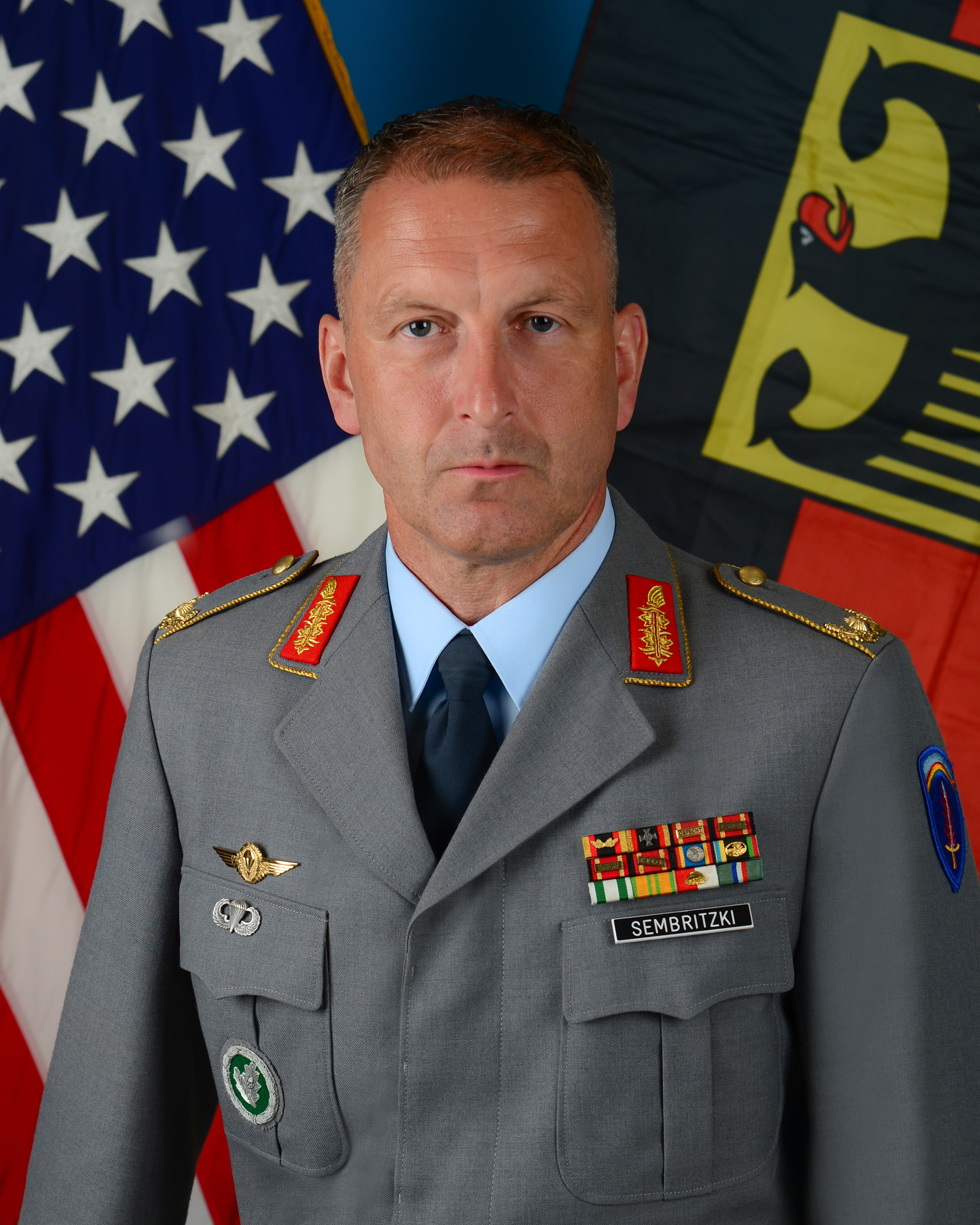
Brigadegeneral Jared Sembritzki, zum Verleihungszeitpunkt Oberstleutnant, an der Gebirgsjäger-Skibluse (mit verdeckter Knopfleiste) die Bandschnalle des Ehrenkreuzes der Bundeswehr für Tapferkeit

Mit der erstmaligen Verleihung des Ehrenkreuzes der Bundeswehr für Tapferkeit am 6. Juli 2009 an vier Soldaten würdigten Bundeskanzlerin Angela Merkel und Verteidigungsminister Franz Josef Jung deren außergewöhnlich tapferes Verhalten im Afghanistan-Einsatz (Oktober 2008). Hierbei nahm die Bundeskanzlerin die Auszeichnung eigenhändig vor. Im Jahr 2010 verlieh Verteidigungsminister zu Guttenberg bei drei verschiedenen Anlässen insgesamt neun weitere Ehrenkreuze für Tapferkeit. Bei der Verleihung am 29. November 2010 wurden erstmals auch zwei am Karfreitag des Jahres gefallene Soldaten postum geehrt und zudem alle sechs Empfänger gleichzeitig auch mit der neu eingeführten Einsatzmedaille Gefecht ausgezeichnet. Am 6. September 2011 wurde erstmals ein Offizier im Dienstgrad Oberstleutnant mit dem Ehrenkreuz der Bundeswehr für Tapferkeit ausgezeichnet. 2013 gab es nach insgesamt 26 Verleihungen mindestens 17 lebende Träger des Ehrenkreuzes der Bundeswehr für Tapferkeit.

## Vergleichbarkeit mit historischen deutschen Tapferkeitsauszeichnungen
Eine Traditionslinie des Ehrenkreuzes der Bundeswehr für Tapferkeit zu früheren deutschen Tapferkeitsauszeichnungen kann nicht gezogen werden. In der dienstgradübergreifenden Verleihungspraxis und in der Ausführung ähnelt die Auszeichnung jedoch dem Eisernen Kreuz, mit dem unterschiedslos Offiziere, Unteroffiziere und Mannschaften ausgezeichnet wurden. Das Eiserne Kreuz wurde in der Vergangenheit jedoch nur nach Ausrufung des allgemeinen und förmlichen Kriegszustands mit einem Drittland gestiftet, nicht aber bei Kampfeinsätzen in Friedenszeiten (bei inneren Unruhen bzw. Aufständen oder während sogenannter „Polizeiaktionen“ zur Eroberung und Beherrschung des deutschen Kolonialreichs). Allerdings ist es in Form und Verleihungspraxis dem Kriegsverdienstkreuz im Zweiten Weltkrieg nachempfunden, welches wiederum nach dem Ersten Weltkrieg den Orden der Bundesstaaten nachempfunden wurde.

## Umgang der Bundeswehr mit ihrer Auszeichnung
Der Historiker Sönke Neitzel vermerkte 2020, dass die Führung der Bundeswehr es unterlassen habe, die Träger und ihre Verdienste entsprechend zu würdigen, obwohl im Traditionserlass der Bundeswehr dem Ehrenkreuz eine besondere Bedeutung zugemessen werde. Es gibt lediglich eine Tafel mit den Namen im Treppenhaus vor dem Büro des Inspekteur des Heeres in Strausberg. Nur Maik Mutschke erlangte größere Bekanntheit. Auch das zehnjährige Jubiläum verstrich ohne Würdigung durch die Bundeswehr. Die Bundeswehr verspiele so eine Chance der eigenen Traditionsbildung. Im Zuge der Einführung des Nationalen Veteranentages hat die Debatte um das Heldengedenken und Würdigung der Medaillenträger neuen Schwung erfahren.